# Barajul Kariba
Barajul Kariba este o construcție hidrotehnică amplasată în bazinul Fluviului Zambezi între Zambia și Zimbabwe. Barajul Kariba este unul dintre cele mai mari baraje din lume, având 128 m înălțime și 579 m lungime la coronament.

## Construcția
Barajul Kariba este de tipul baraj dublu arc, executat din beton. Barajul Kariba a fost construit între 1955 și 1959 de către "Impressit" din Italia la un cost de 135 milioane dolari pentru prima etapă a părții de sud a barajului. Construcția finală și adăugarea părții de Nord a barajului de către "Mitchell Construction" a costat în total 480 milioane dolari. Construcția nu a fost finalizată până în 1977, în mare măsură din cauza problemelor politice. 86 oameni și-au pierdut viața în timpul construcției barajului.

## Puterea instalată
Centrala hidroelectrica Kariba are o putere instalată de 1266 MW și livrează energie electrică în ambele părți din Zambia și Zimbabwe și generează 6400 GWh pe an. Lacul de acumulare Kariba este rezervorul creat de baraj, se extinde pe 280 km și are o capacitate de stocare de 180 km ³. Acesta este lacul artificial cu cel mai mare volum de apă din lume.

## Galerie de imagini

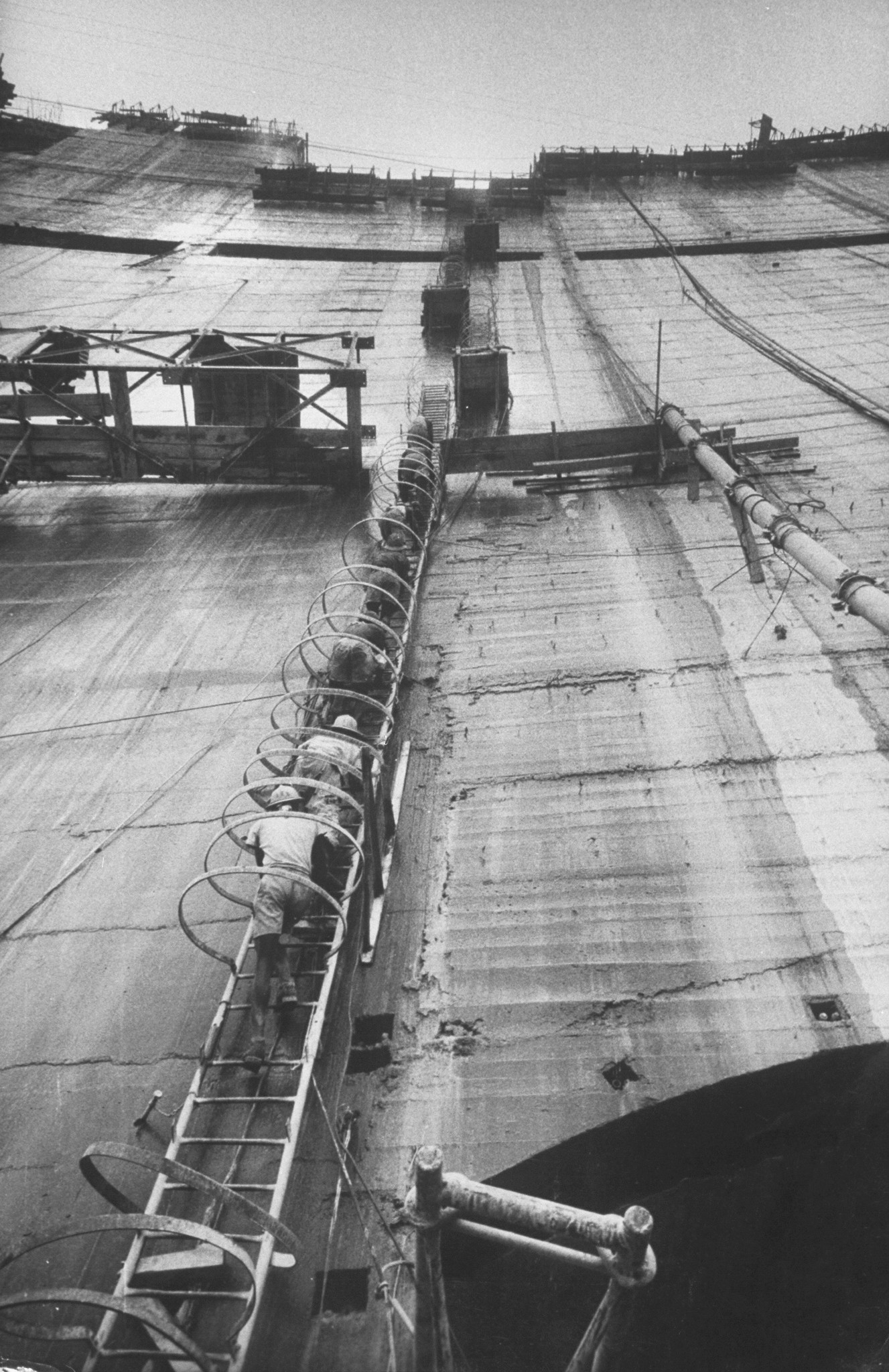
Barajul Kariba în 1955
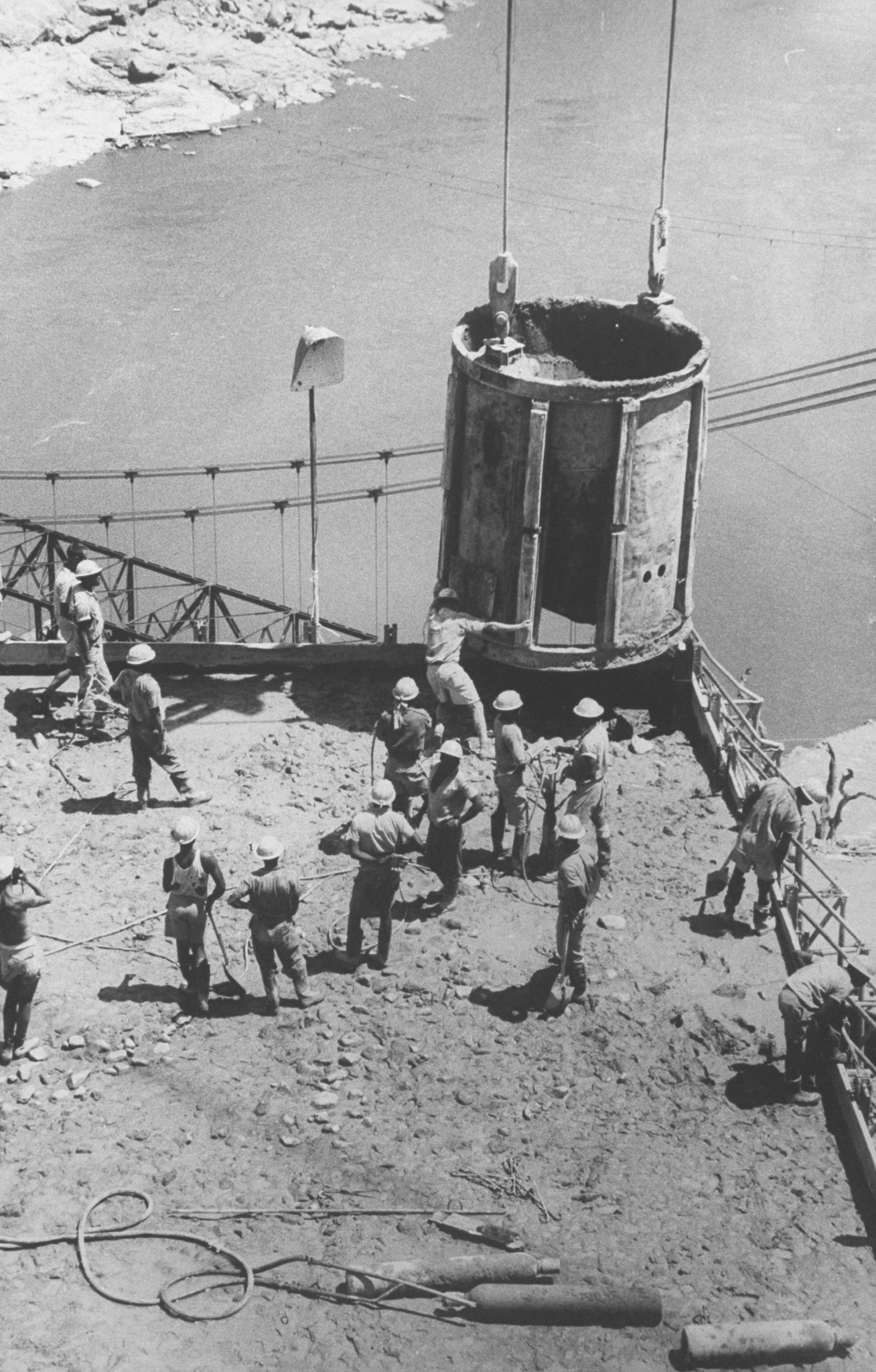
Barajul Kariba în timpul construcției
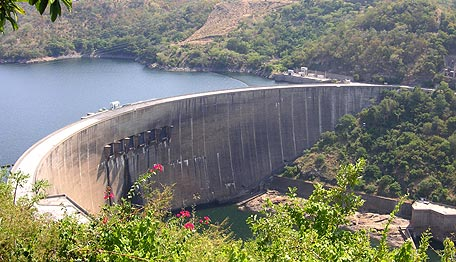
Barajul Kariba
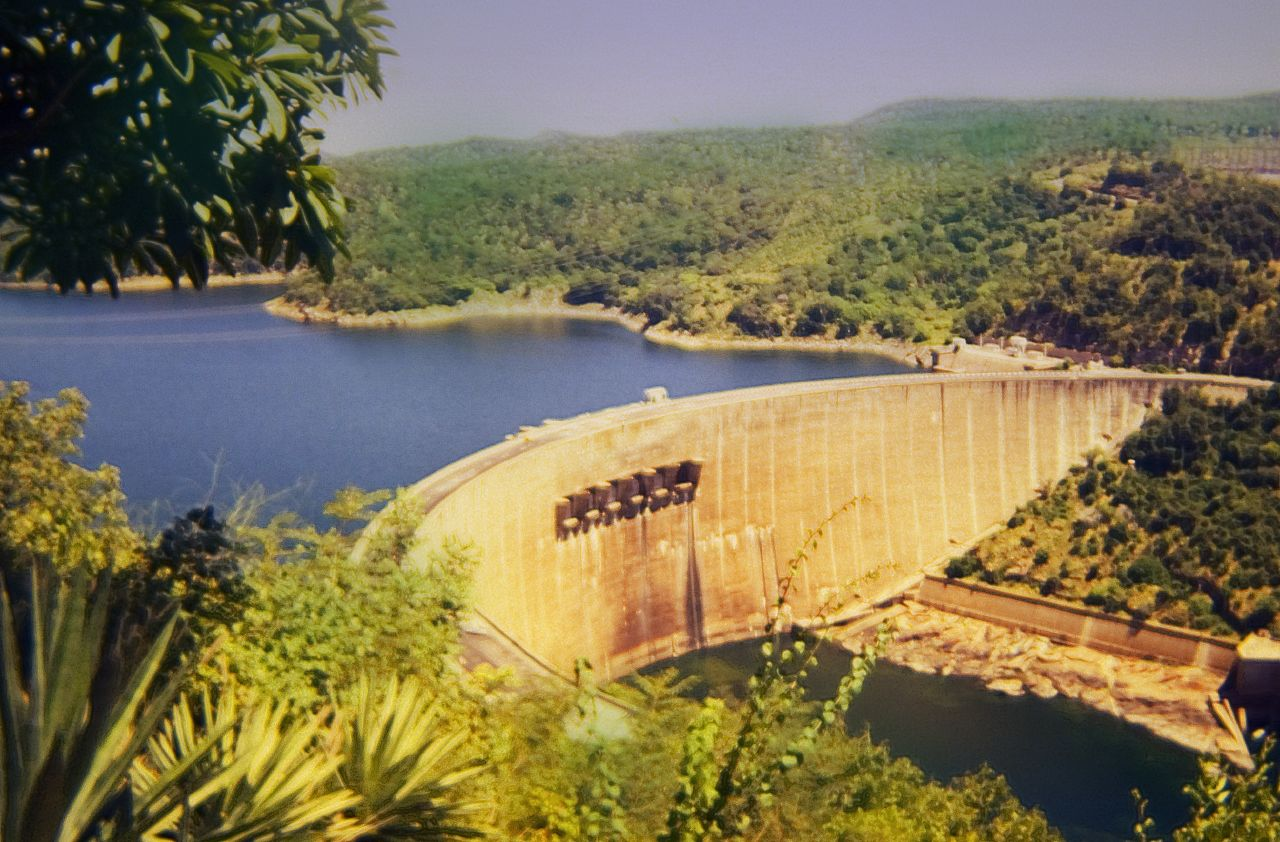
Barajul Kariba